# AbiWord
AbiWord es un programa procesador de texto, software libre, multiplataforma y con licencia GPL. Puede ser utilizado en los sistemas operativos GNU/Linux, Mac OS X (PowerPC), Microsoft Windows (no mantenido), ReactOS, BeOS, AmigaOS 4.0 (a través del motor Cygwin X11), entre otros.
El nombre AbiWord se deriva de la raíz de la palabra española «Abierto». En inglés, se pronuncia como la «palabra de Abbey» («Abbey word»).

## Características
Abiword se caracteriza por la sencillez de su interfaz y los bajos requerimientos técnicos que permiten usarlo en equipos considerados ya obsoletos. También cuenta con filtros de importación/exportación de documentos desde su formato nativo a XML, a RTF, HTML, Microsoft Word, LaTeX y OpenDocument.
AbiWord tiene un añadido o plugin para buscar la referencia de Wikipedia sobre cualquier palabra previamente seleccionada.

## Historia del Proyecto
AbiWord es parte de un gran proyecto conocido como AbiSource, que fue iniciado por la Corporación SourceGear. La meta del proyecto fue la de desarrollar la plataforma de una suite ofimática que fuese software libre, iniciándose con el proyecto del procesador de textos.
SourceGear liberó el código fuente alrededor de 1998 y rápidamente se formó una comunidad de desarrolladores en torno al mismo, ambos trabajaron en conjunto hasta que en el año 2000 SourceGear abandonó el proyecto en el que estuvo durante 2 años, y el mismo pasó a ser un proyecto mantenido exclusivamente por una comunidad de voluntarios liderados por Dom Lachowicz.
La comunidad de desarrolladores voluntarios ha continuado desde entonces llevando a cabo mejoras y aumentando la calidad de AbiWord. La versión 1.0 fue lanzada en abril de 2002, seguido por versión 2.0 de septiembre de 2003, 2.2 de diciembre de 2004 y de 2.4 de septiembre de 2005.

## Desarrollo del Proyecto
El proyecto AbiWord es un tipo de proyecto que está siendo liderado por grupos de voluntarios de todo el mundo, en donde las nuevas versiones aparecen frecuentemente, por lo que se puede decir este modelo de desarrollo es estilo «Bazar». El desarrollo de Abiword sigue el modelo de desarrollo de proyectos de software libre, el cual suele parecer desorganizado, sin embargo, los líderes de desarrollo asignan a los diversos participantes tareas específicas.
Cuando el proyecto fue liberado, Dom Lachowicz fue elegido como líder responsable de proyecto por un acuerdo entre todos los integrantes, posteriormente para cada versión de sistema operativo (GNU/Linux, QNX, Mac, Windows) existe un responsable llamado mantenedor de plataforma, cuya tarea es fundamentalmente tomar las decisiones en el área del proyecto que tienen encargada.
Por otro lado, los usuarios y desarrolladores de Abiword se comunican diariamente a través de las diferentes listas del proyecto y vía chat; semanalmente, se hace una recopilación de lo más importante que ha sucedido en el desarrollo de la aplicación y se publica en un boletín de noticias y tienen como finalidad que las personas se pongan al día en el desarrollo del proyecto.
Anualmente, una parte del grupo de desarrolladores principales y entusiastas de Abiword se reúne en la GUADEC que es la conferencia anual de programadores de GNOME y que sirve de marco de encuentro. En esta reunión presencial se suelen acordar las funcionalidades que se incluirán en las próximas versiones del proyecto con base en las ideas que han ido comentando los usuarios y desarrolladores. La dirección del que tomará el proyecto en los próximos meses se recoge en la hoja de ruta que incluye también quién será el responsable de implementar cada una de las nuevas funcionalidades.[cita requerida].
Cabe mencionar que los usuarios ocupan un papel muy importante en la dirección que toma el proyecto ya que estos pueden votar qué errores quieren que sean corregidos primero, asimismo pueden proponer nuevas funcionalidades, y pueden reportar cualquier problema que tengan para que los desarrolladores lo tengan documentado y lo puedan corregir en las próximas versiones del programa.

## Industria relacionada
En un principio, AbiWord lo comenzó a desarrollar la empresa SourceGear en el año de 1998. La idea de la compañía era crear un paquete ofimático completo de software libre multiplataforma y crear una comunidad alrededor del proyecto que los ayudase a crear el producto en menos tiempo, todo esta idea surgió debido a que en esos momentos no existía un paquete ofimático que liderara el mercado, sin embargo, solamente se llegó a desarrollar el procesador de textos, ya que el desarrollo del producto les llevó mucho más tiempo y esfuerzo del que ellos pensaban.
Eric Sink, el fundador de SourceGear, reconoce que el error principal de la compañía fue intentar obtener beneficios de la forma que lo han hecho tradicionalmente los vendedores de software propietario. Tras más de dos años de desarrollo y ante la imposibilidad de generar beneficios que consiguieran pagar el coste de desarrollo del producto, SourceGear abandonó la idea de Abiword y cedió el proyecto a la comunidad de software libre. El servidor del proyecto fue acogido en la Universidad de Twente y hoy en día continúa su desarrollo por un grupo de voluntarios.[cita requerida]

## Estado actual
La versión estable más reciente es la 3.0.5, lanzada el 3 de julio de 2021. Los cambios más significativos de sus últimas versiones son el soporte a la biblioteca de desarrollo GTK+ versión 3, además de continuar con la versión 2, y con planes de futuro para pasarse a Qt. También incorpora arrastrar y soltar en documentos RDF, búfer doble para el dibujo de líneas e implementación del formato SVG.
A simple vista no se apreciarán muchos cambios, pero internamente se ha ido depurando el código para corregir fallos como los de formatos OpenDocument, arreglos en más de 60 idiomas y varios más.
Debido al escaso desarrollo de Abiword en Microsoft Windows, la última versión para este software es la 3.0.0.